# Saint-Aquilin-de-Corbion
Saint-Aquilin-de-Corbion é uma comuna francesa na região administrativa da Normandia, no departamento Orne. Estende-se por uma área de 6,29 km². Em 2010 a comuna tinha 65 habitantes (densidade: 10,3 hab./km²).